# Sumber Jaya (Kampung Melayu)
Sumber Jaya is een bestuurslaag in het regentschap Bengkulu van de provincie Bengkulu, Indonesië. Sumber Jaya telt 7075 inwoners (volkstelling 2010).